# Elaeocarpus hookerianus
Elaeocarpus hookerianus là một loài thực vật có hoa trong họ Côm. Loài này được Raoul mô tả khoa học đầu tiên năm 1846.

## Hình ảnh

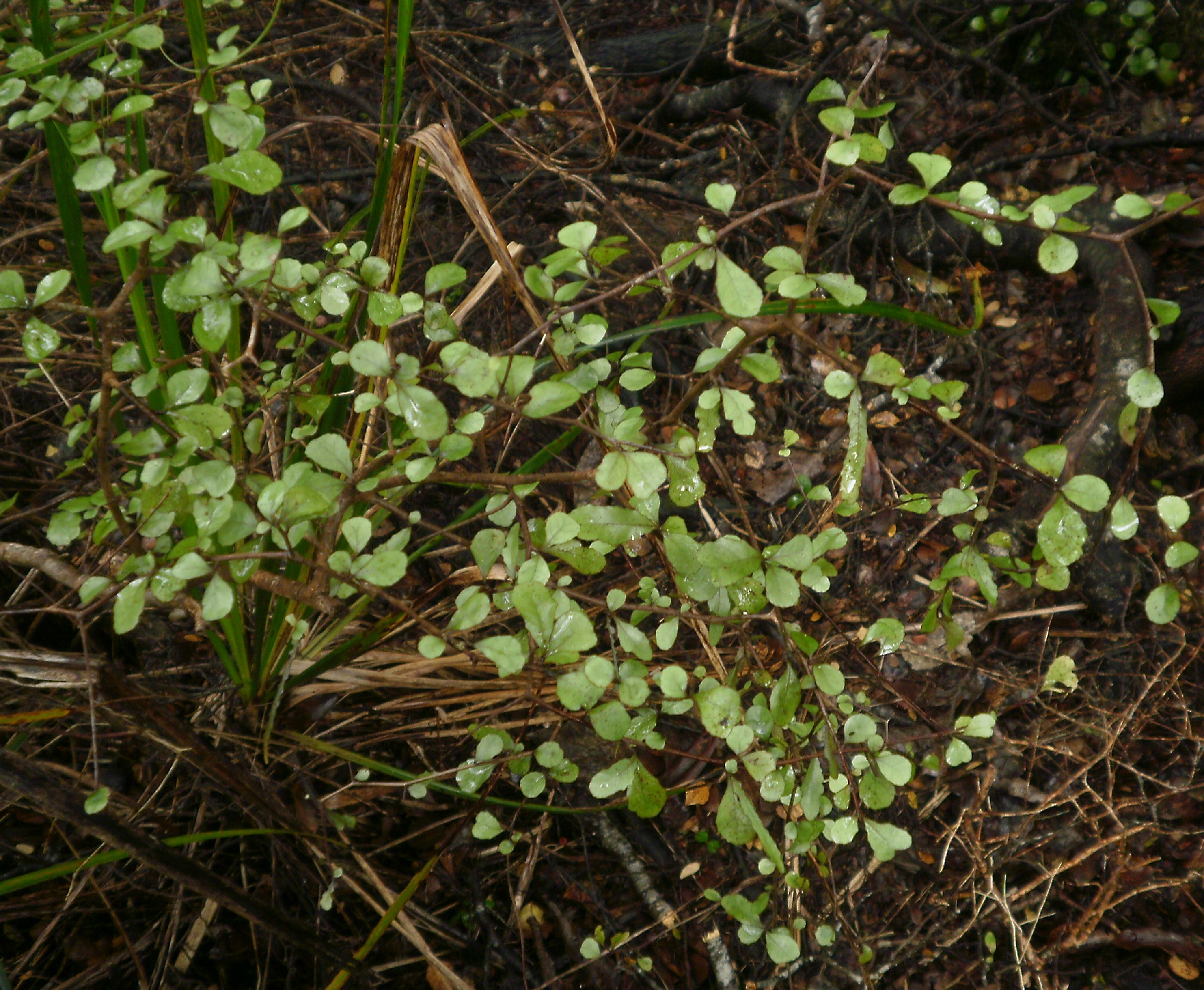